# Boogie Wonderland
Boogie Wonderland è un singolo del gruppo musicale statunitense Earth, Wind & Fire - con le tre componenti della formazione The Emotions in veste di coriste - pubblicato nel 1979 dalla Columbia Records come quinto estratto dell'album I Am. La canzone, certificata Oro dalla RIAA, raggiunse la quattordicesima posizione nella classifica statunitense Hot Dance Club Play ed è considerata un classico della musica disco. Nelle altre classifiche statunitensi, raggiunse la sesta posizione nella Billboard Hot 100 e la seconda posizione nella classifica Hot R&B/Hip-Hop.

## Cinema
Il brano è presente nel film di animazione del 2005 Madagascar, oltre che nel ballo finale del penultimo episodio di The Office. Appare anche nel film Quasi amici - Intouchables (2011) e viene reinterpretata da Brittany Murphy nel film Happy Feet.

## Classifiche
| Classifica (1979)                 | Posizione massima |
| --------------------------------- | ----------------- |
| Australia                         | 5                 |
| Belgio (Fiandre)                  | 4                 |
| Canada                            | 11                |
| Nuova Zelanda                     | 4                 |
| Regno Unito                       | 7                 |
| Paesi Bassi                       | 4                 |
| Stati Uniti                       | 6                 |
| Stati Uniti (Hot R&B/Hip-Hop)     | 2                 |
| Stati Uniti (Hot Dance Club Play) | 14                |
| Stati Uniti (Cash Box)            | 5                 |